# Barons Court
La stazione di Barons Court è una stazione della metropolitana di Londra che si trova sulle linee District e Piccadilly.

## Storia

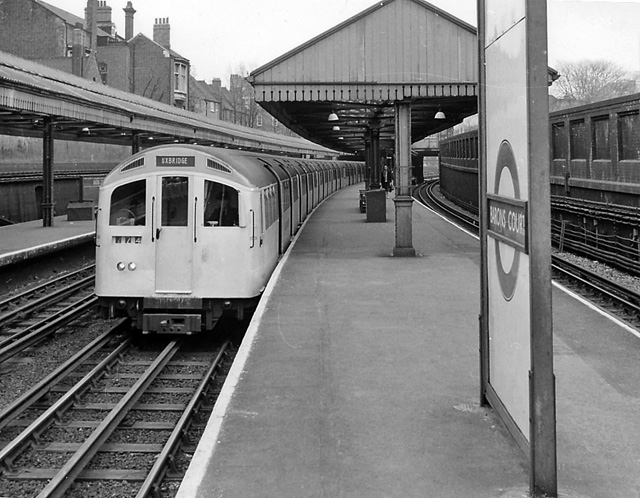
La stazione di Barons Court nel maggio 1962

La stazione venne aperta il 9 settembre 1874 quando la Metropolitan District Railway (MDR, oggi District Line) mise in esercizio un'estensione da Earl's Court ad Hammersmith. Quando la stazione venne costruita, l'area oggi nota come Barons Court era occupata da campi aperti e da un mercato di attrezzi per il giardinaggio ad ovest dell'insedimanto di North End e non vi era alcuna necessità di una stazione fra West Kensington e Hammersmith. Dall'inizio del XX secolo l'area andò sviluppandosi come zona residenziale e il 10 ottobre 1905, la District Railway (DR) aprì la stazione per servire il nuovo insediamento in attesa di completare la Great Northern, Piccadilly and Brompton Railway (GNP&BR, oggi Piccadilly Line), allora in costruzione.
La GNP&BR entrò in esercizio il 15 dicembre 1906, andando da Hammersmith a Finsbury Park. La GNP&BR andava in superficie da est di Barons Court e la stazione aveva due isole marciapiede che consentivano l'interscambio fra due linee - quelle interne erano usate dalla Piccadilly Line e le altre dalla District Line.
La stazione venne realizzata su progetto di Harry Ford in stile similare a quello usato per quelle di Earl's Court e Hammersmith con pareti esterne in terracotta e scritte Art Nouveau. Le panche di legno sulla piattaforma con il nome della stazione lungo sul retro dei pannelli in metallo verniciato sono una caratteristica unica in tutta la metropolitana di Londra.

### Nome
Molte persone credono in maniera errata che Barons Court sia ispirato a Earl's Court ed al fatto che l'area, nel XIX secolo, era associata al nome del Margravio di Brandenburgo-Ansbach (morto nel 1806) e di sua moglie l'inglese Elizabeth (la margravina, vedova del VI barone Craven). Essi avevano la loro residenza a Brandenburg House immediatiatamente ad ovest del Charing Cross Hospital. La margravina morì nel 1828 e venne ricordata da alcune strade nell'area (Margravine Road e Margravine Gardens) ed il margravio da Barons Court Road anche se il corrispondente titolo nobiliare nel peerage inglese sarebbe marchese.
Il nome Barons Court è probabilmente ispirato alla Baronscourt estate in Irlanda, dove Sir William Palliser, che costruì l'intera area, aveva dei contatti. Così come la stessa Palliser Road, tutte le strade dell'area portano nomi dei membri della sua famiglia.
Perham Road - sua moglie

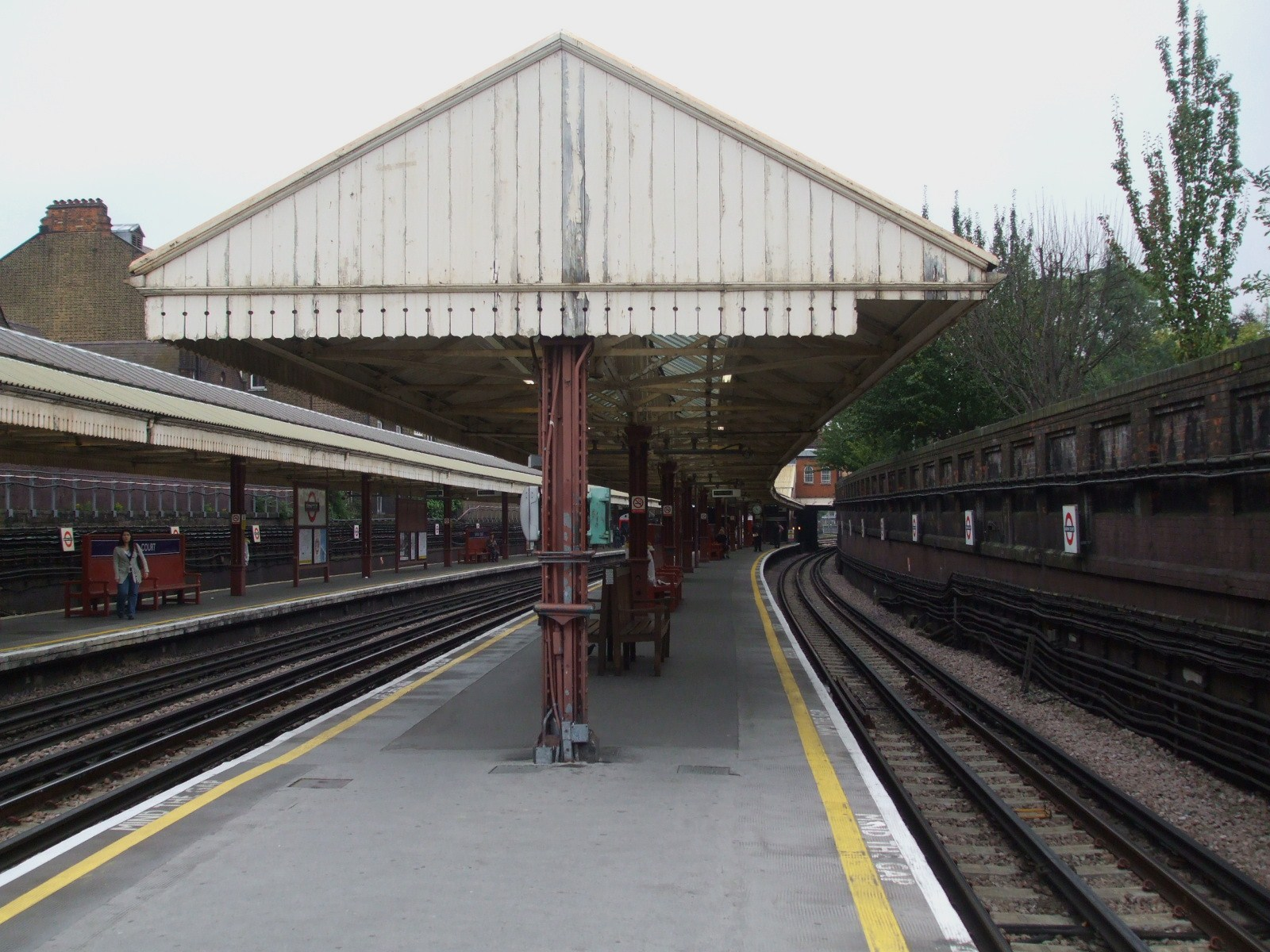
Le piattaforme della stazione di Barons Court.

Charleville Road - suo cugino, conte di Charleville

Gledstanes Road - sua madre

Barton Road - sua nonna

Challoner Street - sua bisnonna

Fairholme Road - sua sorella

Vereker Road - sua zia, moglie del visconte Gort

Comeragh Road - dal nome delle sue proprietà in Irlanda

Castletown Road - dal nome delle proprietà di sir Pallisers' in Irlanda
Il fratello di sir William, John Palliser (l'esploratore) ereditò le proprietà di Comeragh nella Contea di Waterford mentre Sir William non aveva una sua proprietà. A questo scopo realizzò queste case a Londra. Egli morì improvvisamente il 4 febbraio 1882, e gli avvocati dovettero vendere tutto, compresa la proprietà di 44.500 m² che sarebbe diventato il Club della Regina. Sir William era pesantemente indebitato, ma se non fosse morto così all'improvviso e fosse riuscito a vendere molte delle case costruite avrebbe potuto essere un uomo ricco. Pertanto la famiglia si estinse.
Un libro della Society of Genealogists, annotato a matita da R. Burnet Morris, che conosceva personalmente Sir William, racconta la storia dell'area. Morris dichiara che Barons Court prese in nome "dalle proprietà irlandesi di Sir William". Da quanto risulta, dalla vicina stazione di Earl's Court, Barons Court è scritta senza l'apostrofo.

## Strutture e impianti
A oriente della stazione, la linea Piccadilly entra nel tunnel verzo Earl's Court, mentre la linea District continua in superficie verso West Kensington. La stazione è l'ultima fermata per i treni di superficie in direzione est sulla linea Piccadilly ed ha una piattaforma di interscambio con la linea District.
La stazione si trova nella Travelcard Zone 2.